# Fatih Kuruçuk
Fatih Kuruçuk (* 21. Januar 1998 in Izmir) ist ein türkischer Fußballspieler.

## Karriere

### Verein
Kuruçuk kam in Balçova, einem Außenbezirk der westtürkischen Großstadt Izmir, auf die Welt und begann 2008 in der Nachwuchsabteilung von Bucaspor mit dem Vereinsfußball. Nach einem Jahr wechselte er in die Jugend des Stadtrivalen Göztepe Izmir. Zur Saison 2015/16 erhielt er von Göztepe einen Profivertrag und wurde neben seinen Tätigkeiten in der Reservemannschaft auch im Profikader berücksichtigt. So gab er sein Profidebüt in der Pokalbegegnung vom 22. September 2015 gegen Büyükşehir Belediye Erzurumspor.
Für die Rückrunde der Saison 2017/18 wurde er an den Drittligisten Fethiyespor ausgeliehen und im Sommer 2017 wechselte er zum Istanbuler Drittligisten Fatih Karagümrük SK. Bei diesem Verein etablierte er sich als Stammspieler und stieg mit diesem durch den Play-off-Sieg der Drittligasaison 2018/19 in die TFF 1. Lig auf.

### Nationalmannschaft
Kuruçuk startete seine Nationalmannschaftskarriere im August 2014 mit einem Einsatz für die türkische U-19-Nationalmannschaft. 2019 spielte er auch für die türkische U-21-Nationalmannschaft.

## Erfolge
Mit Fatih Karagümrük SK
- Play-off-Sieger der TFF 2. Lig und Aufstieg in die TFF 1. Lig: 2018/19